# 小浜元孝
小浜 元孝（こはま もとたか、1932年10月17日 - 2017年1月12日）は、東京都出身のバスケットボール選手・指導者。

## 来歴

### 選手時代
墨田工業高校で選手権（現インターハイ）に出場、2年次には準優勝となり最優秀選手に選ばれる。
卒業後、日本鉱業に入社しバスケット部に所属。ガードとして活躍した。
1958年に現役引退し、指導者を目指すためケンタッキー大学に留学。

### 指導者として
帰国後、昭和学院高でコーチキャリアをはじめ、安田生命、日立戸塚、法政大学で指導に当たる。
1979年、全日本男子の監督に就任。同年のアジア選手権準優勝に導いた。
1982年、秋田いすゞ自動車のヘッドコーチに就任。第59回オールジャパンで優勝を果たした。
1986年にいすゞ自動車に移管後も引き続き指揮を執り、日本リーグ優勝6回、オールジャパン優勝5回となるいすゞの黄金時代を築く。
いすゞのヘッドを務める傍ら、日本協会強化部役員を務め、1984年から1989年、1998年にも全日本ヘッドに就任。31年ぶりに出場した世界選手権でも指揮を執った。
いすゞ廃部後は後継チームとして横浜ギガキャッツを設立。ヘッドも引き続き務め、2003年-04にはオールジャパンベスト8入りも果たした。
ギガキャッツ休部後は解説者を経て、2007年、静岡県で活動するイカイレッドチンプスの顧問に就任。後に監督となる。
2017年1月12日、肺炎のため東京都内の病院で死去した。84歳。
2022年、日本バスケットボール殿堂に表彰される。

## 経歴
- 墨田工業高校 - 日本鉱業（1951年〜1958年）